# Tom Boucher
Thomas „Tom“ Charles Boucher (* 1873 in West Bromwich; † im 20. Jahrhundert) war ein englischer Fußballspieler.

## Sportlicher Werdegang
Boucher begann seine Profikarriere beim FC Stourbridge in der Birmingham & District League, den er 1896 Richtung des in der Second Division der English Football League antretenden Notts County verließ. In der Spielzeit 1896/97 reüssierte der Stürmer in der zweithöchsten Spielklasse und wurde gleichauf mit seinem ebenfalls vor Saisonbeginn zum Klub gestoßenen Mannschaftskameraden John Murphy mit 22 Saisontoren Torschützenkönig, als Zweitligameister nahm der  Verein in der Folge an den für den Aufstieg zur First Division relevanten „Testspielen“ teil. Gegen die Erstligisten AFC Sunderland und FC Burnley gelang je ein Sieg und ein Unentschieden, so dass der Ligaverband für die Aufnahme in die höchste Spielklasse votierte. Dort konnte er jedoch nicht mehr an die Torgefährlichkeit anknüpfen und erzielte bis 1899 nur noch zehn Tore in 49 Erstligaspielen.
Anschließend wechselte Boucher in die seinerzeit konkurrierende Profiliga Southern League, wo er für den FC Bedminster auflief. Der Klub verschmolz 1900 mit Bristol City, woraufhin Boucher zum Ligakonkurrenten Bristol Rovers ging. 1901 wurde Bristol City in die Second Division der Football League aufgenommen, daraufhin schloss er sich auch dem Klub an und spielte noch zwei Jahre in der englischen Zweitklassigkeit. Dabei trug er mit sechs Saisontoren in 25 Ligaspielen zum Erreichen des vierten Tabellenrangs in der Spielzeit 1902/03 bei. Nach Saisonende verließ er den Verein in Richtung Southern League, wo er beim New Brompton FC bis 1905 Profifußball spielte. In seiner ersten Saison noch regelmäßig zum Einsatz kommend, erzielte er dabei in 39 Ligaspielen sieben Treffer.